# Рифмы матушки Гусыни

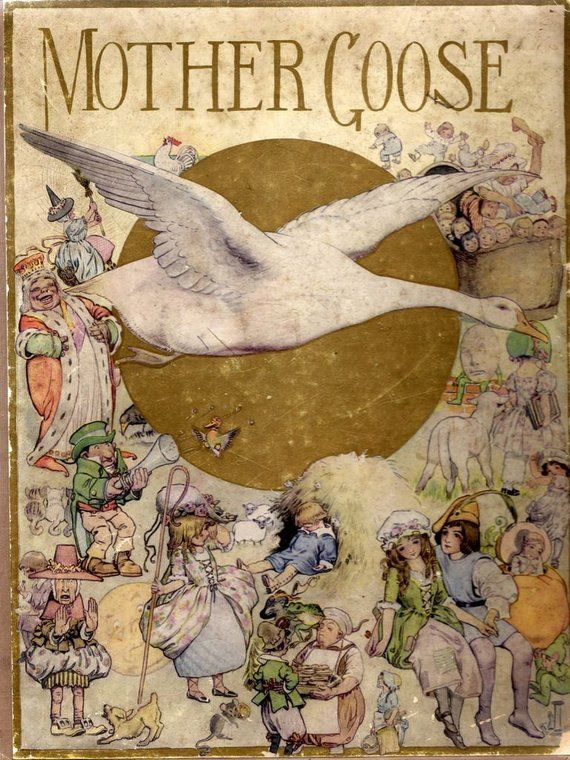
Обложка одного из ранних изданий «Рифм Матушки Гусыни»

Англ. — Mother Goose rhymes (Nursery rhymes). Знаменитая книга детского английского фольклора, куда вошли стихотворные произведения разных жанров от считалок и дразнилок до колыбельных и веселых, задорных песенок. По общему мнению, это самая читаемая и издаваемая книга для детей в англоязычных странах.
Как утверждается, многие стихи из сборника известны в Англии или Шотландии уже более четырех сотен лет. Так или иначе, «писаная» история книги началась в XVIII веке, когда супруги Оупи отобрали из огромного количества бытовавших в устной форме произведений наиболее интересные и составили книгу, назвав ее «Рифмы матушки Гусыни» по имени одного из популярных персонажей. Разнообразие произведений, составивших сборник, поистине удивительно: здесь и стихи, и песенки, и считалки, и дразнилки, и небывальщины, и пестушки, и колыбельные, и сказки, и многое другое. С тех пор сборник дополнялся, расширялся, корректировался и разошелся по миру в огромном количестве экземпляров. Пожалуй, нет ни одного ребенка в англоязычных странах, который бы не знал этой книги. Ее персонажи стали не только неотъемлемой частью культуры, но и вошли как действующие лица в произведения многих авторов. Самый яркий пример — знаменитые книги об Алисе Льюиса Кэролла, которые буквально «напичканы» цитатами из «Рифм матушки Гусыни». Это и Шалтай-Болтай, и Червонная Дама, и неразлучные Твидлдум и Твидлди, и многие другие. Встречаются персонажи из «Рифм матушки Гусыни» и в хорошо известных книгах Памелы Трэверс о чудесной няне Мэри Поппинс, и в «Винни-пухе» Александра Милна. Под ее влиянием оформилось творчество одного из величайших английских поэтов, родоначальника «поэзии нонсенса» Эдварда Лира, чьим почитателем и последователем, к слову сказать, был Льюис Кэролл. Даже классики детективного жанра, например, Агата Кристи, озаглавливали свои произведения по названиям стихов из «Рифм матушки Гусыни» и даже строили сюжет в соответствии с событиями, отраженными в стишке («Десять негритят», «Пять поросят»).

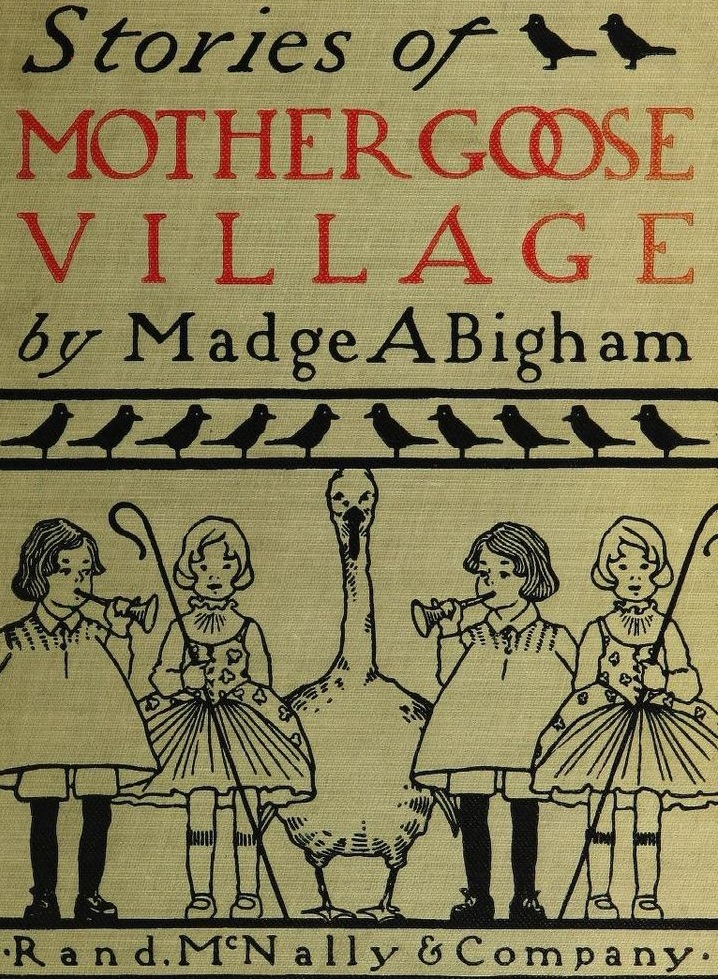
Дополненный сборник английского детского фольклора

О том, откуда взялось название и кто такая была «матушка Гусыня», есть несколько версий. В Англии считают, что «матушка Гусыня» была старушкой, продававшей цветы на улицах Оксфорда. Во Франции люди верили, что на самом деле это была королева Берта, которая вышла замуж за своего кузена, Роберта. Поскольку он уже был женат, королева Берта была наказана за это священниками, то есть превращена в гусыню. Отсюда и пошло имя — матушка Гусыня. Впрочем, это относится к совершенно другой книге, популярной во Франции, — «Сказки матушки Гусыни», куда вошли, соответственно, сказки, написанные прозой, в частности небезызвестного Шарля Перро. Эти две книги часто путают, вероятно, из-за того, что оба названия содержат одно и то же запоминающееся имя. В США говорят, что имя Матушки-Гусыни было Элизабет Фергуз и она была свекровью бостонского художника, который жил в первой половине XIX века.
В состав книги входят стихи как сочиненные взрослыми для детей, так и придуманные самими детьми для того, чтобы игры, в которые они играли, были веселее и увлекательнее.
Иллюстрации к «Рифмам матушки Гусыни» делали известнейшие английские и американские художники-иллюстраторы, в частности, А. Рэкем, Р. Колдекотт, У. Денслоу и другие. Из отечественных иллюстраторов можно назвать В. Конашевича, Ю. Васнецова, В. Сутеева, С. Калачева, Н. Богуславскую.
Под влиянием детских стихов из сборника сформировалось творчество многих детских писателей и поэтов. Достаточно назвать таких авторов, как Эдвард Лир (родоначальник поэзии нонсенса) и Льюис Кэролл (автор знаменитой «Алисы»), как становится очевидным то огромное влияние, которое книга оказала на детскую (и не только) литературу. Из отечественных авторов, испытавших сильнейшее влияние «Рифм», можно назвать «обериутов» — в первую очередь, Даниила Хармса, который прекрасно знал английский язык и, конечно же, был знаком со стихами из сборника.

## Переводы на русский язык

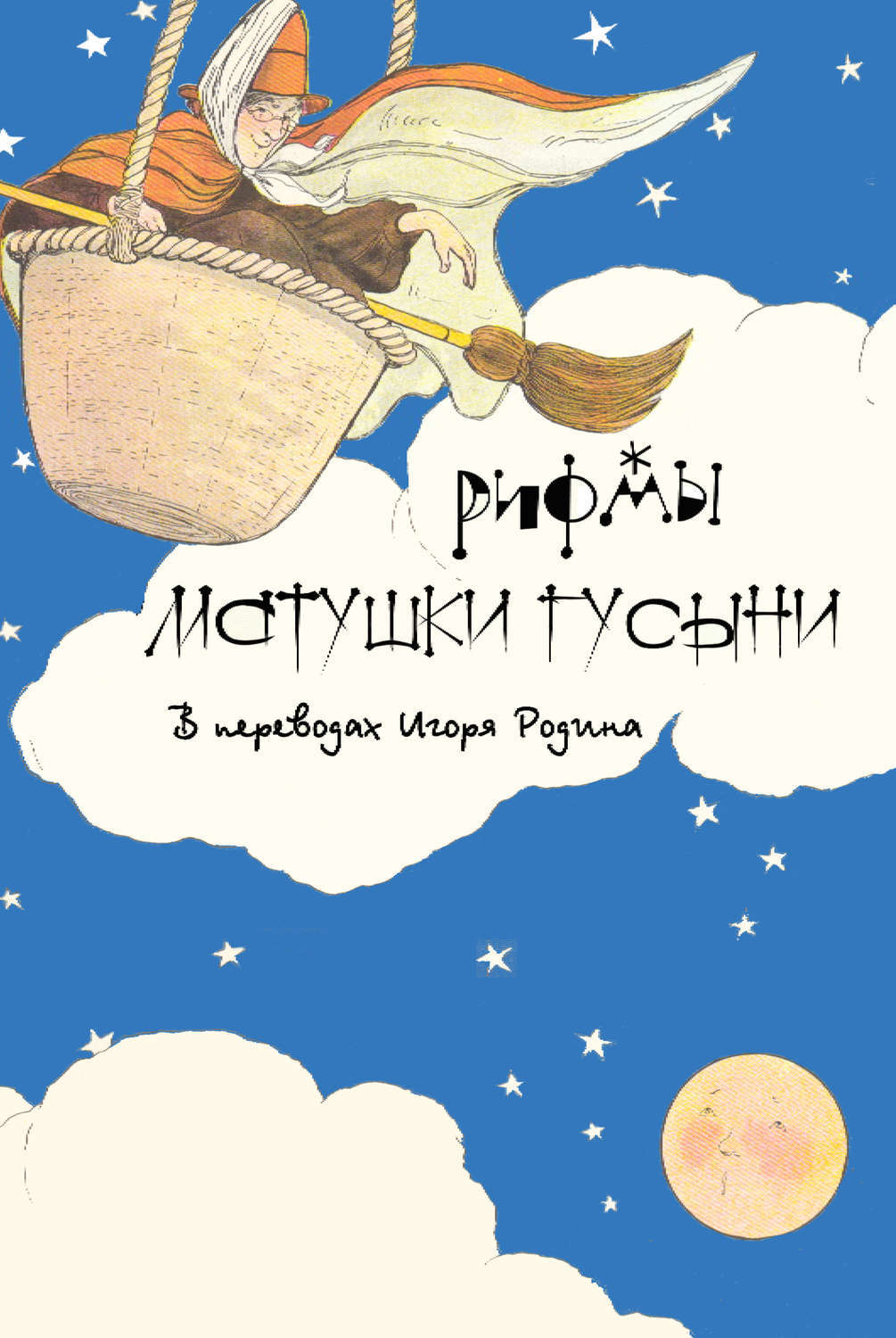
Рифмы матушки Гусыни в переводах И. Родина

Переводить «Рифмы» на русский язык начали еще в XIX веке, но настоящее знакомство русского читателя с этими произведениями состоялось после появления переводов Корнея Чуковского и Самуила Маршака. Хотя они переводили лишь отдельные стихи из этой книги, переводы эти тут же завоевали большую популярность. О Шалтае-Болтае (Humpty-Dumpty) даже англичане писали, что Маршак своим переводом «сделал его русским». То же можно сказать о стихотворениях «Из чего только сделаны мальчики…», «Дом, который построил Джек», «Пудель» (все в переводе С. Маршака), «Жил на свете старичок скрюченные ножки…», «Барабек» (в переводе К. Чуковского).
Позднее стихи из «Рифм матушки Гусыни» переводили разные переводчики, в частности, Г. Кружков, И. Токмакова, Г. Варденга и др. Дважды в российском издательстве «Радуга» выходила книга «Рифм матушки Гусыни» с параллельным текстом на английском и русском языке. Почти полный перевод стихов сборника был предпринят Родиным И. О. Данные переводы начали выходить еще в начале 1990-х годов (первоначально вместе с переводами С. Маршака и К. Чуковского). Затем были отдельные издания, включающие только переводы Родина И. О. Использовал он свои переводы «Рифм» и во время работы над переводом 7 книг (полное собрание) о чудесной няне Мэри Поппинс. Как известно, в данных книгах обильно используются цитаты и действуют герои «Рифм». На многие из стихов отечественными композиторами были сочинены песни для детей (их с успехом исполняют хоры детских музыкальных школ), а также созданы музыкальные аудиоспектакли, мюзиклы и даже мультфильмы.